# Gdje pingvini lete (2008.)
Gdje pingvini lete je hrvatska tragikomedija snimljena 2007. godine u režiji Josipa Vujčića. Film je rađen u koprodukciji Dramskog programa HRT-a i Akademije dramske umjetnosti iz Zagreba. Prikazan je na Zagreb film festivalu 2008. i Danima hrvatskog filma 2009. 

## Sinopsis
Priča prati više likova čiji se životi presijecaju u jednom danu. Doktor Alan Fjord (Ljubomir Kerekeš) letargično privodi kraju seansu s frustriranim glumcem Emilom, Dragica (Mirjana Rogina) se muči s nervoznim mušterijama banke na svojem šalteru broj 4, marginalni političar Miran (Igor Mešin) konačno ostavlja suprugu kako bi našao sreću uz šankericu Ivu, a Vanja (Silvio Vovk) jest mladić koji ih sve povezuje. Tema filma je potraga za srećom i onaj ključni trenutak kada srce pobijedi mozak i učinimo ono o čemu smo oduvijek sanjali.

## Filmska ekipa
- Scenarij & režija: Josip Vujčić
- Produkcija: Saša Bijelić & Josip Vujčić
- Montaža: Jelena Drobnjak
- Kamera: Dario Hacek
- Ton: Hrvoje Grill
- Glazba: Braća uboga
- Šminka: Meri Glavina

## Glumci
- Ljubomir Kerekeš - dr. Alan Fjord, psihijatar
- Silvio Vovk - Vanja, jumfer s pištoljem
- Mirjana Rogina - Dragica, službenica Pouzdane banke d.o.o.
- Igor Mešin - Miran, marginalni političar Naše stranke
- Mirna Medaković - Iva, sponzoruša u nastajanju
- Igor Kovač - Emil, propali glumac i narator filma
- Vedran Mlikota - Velimir, samohrani otac, ako zatreba i PTSPovac
- Marileo Staničić - Bepo, čovjek na kauču
- Iva Visković - Klara, managerica za (buduće i moguće) zvijezde
- Marija Borić - Vera, predsjednica parlamenta
- Jan Kerekeš - Ego, mladost, podsvjest i nadsvjest psihijatra Fjorda
- Zlatko Gareljić - Bruno, čuvar u ZOO vrtu
- Ivica Vidović - Stanko, umirovljenik i, kada se sjeti, bivši partizan

## Soundtrack
- Glazbu za Pingvine napisali su Braća uboga, što je pseudonim za ekipu Stipe, Šoky i Deda iz benda Hladno pivo.
- Na soundtracku je i obrada pjesme grupe Indexi - Da sam ja netko koju pjeva Vanda Winter.

## Trivia
- Scenarij je adaptacija priče 'Mrlje' koja je bila redateljev rad na prijamnom ispitu za ADU.
- Otac i sin, Ljubomir Kerekeš i Jan Kerekeš, glume isti lik u istoj sceni.

## Vanjske poveznice
Gdje pingvini lete u internetskoj bazi filmova IMDb-a
- Zagreb film festival  Arhivirana inačica izvorne stranice od 4. ožujka 2016. (Wayback Machine)
- Jutarnji list  Arhivirana inačica izvorne stranice od 21. listopada 2012. (Wayback Machine)